# Peter Carl Fabergé
Peter Carl Fabergé, conocido también como Karl Gustavovich Fabergé (en ruso,  Карл Густавович Фаберже; 30 de mayo de 1846, San Petersburgo, Rusia – 24 de septiembre de 1920, Lausana, Suiza), fue un joyero ruso. Es considerado uno de los orfebres más destacados del mundo, que realizó 69 huevos de Pascua entre los años 1885 a 1917; 61 de ellos se conservan.
En 1870 pasó a ser el responsable de la empresa familiar de joyería en San Petersburgo. Con una excelente reputación como diseñador, trabajaba con piedras preciosas y metales, y realizaba diseños de diferentes estilos, como ruso antiguo, griego, renacentista, barroco, Art Nouveau, naturalista y caricaturesco.
Sus obras fueron expuestas en la Exposición Panrusa de Moscú de 1882 y recibieron la medalla de oro. Recibió el nombramiento de orfebre y joyero de la Corte Imperial Rusa y de otras muchas monarquías europeas. Fabricó joyas con forma de huevos de Pascua de oro y esmalte, animales en miniatura, cálices, bomboneras y otros objetos.

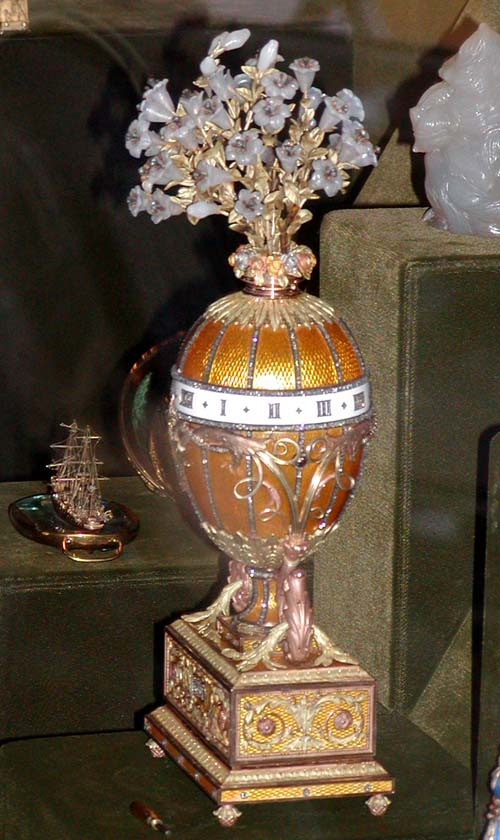
Huevo del reloj del ramo de lirios, 1899, uno de los huevos Fabergé más grandes.

Para la Pascua de 1885, el zar Alejandro III le encargó al orfebre Peter Carl Fabergé la construcción de un huevo para regalarle a su mujer, la zarina María. El regalo consistió en un huevo con cáscara de platino que contenía dentro uno más pequeño de oro. Al abrirse este último, se encontraba una gallina de oro en miniatura que tenía sobre su cabeza una réplica de la corona imperial rusa. Este particular huevo de Pascua le gustó tanto a la emperatriz que el zar le ordenó a Fabergé que realizara uno nuevo para cada Pascua.
Once fueron en total los huevos que Alejandro III le regaló a su mujer. Luego, su hijo Nicolás II continuó con esta tradición y mandó realizar otros para regalarle a su mujer y a su madre. Los 57 huevos que confeccionó la casa Fabergé tenían en su interior algún obsequio, réplica en miniatura de una de las pertenencias de los zares.
La Revolución rusa acabó con la firma.
Desde la Segunda Guerra Mundial han salido a subasta seis de estas obras de arte. En noviembre de 1994 el Huevo de invierno (creado en 1913, y que se creía perdido hasta 1984) alcanzó los 5.600.000 dólares.
El 28 de noviembre de 2007, un huevo fabricado por Fabergé para la familia de banqueros Rothschild, alcanzó en subasta el precio récord de 18 millones de dólares.